# Saint-Malon-sur-Mel
Saint-Malon-sur-Mel is een dorp en gemeente in Frankrijk, in Bretagne.

## Geografie
De oppervlakte van Saint-Malon-sur-Mel bedraagt 16,0 km².
De onderstaande kaart toont de ligging van Saint-Malon-sur-Mel met de belangrijkste infrastructuur en aangrenzende gemeenten.

## Demografie
Onderstaande figuur toont het verloop van het inwonertal, bron: INSEE-tellingen. 